# Londonderry (Vermont)
Londonderry – miasto w Stanach Zjednoczonych, w stanie Vermont, w hrabstwie Windham.